# آقچه‌خان‌قلعه
آقچه‌خان‌قلعه (در محل همچنین قَزاقلی-یاتکان نامیده می‌شود) نام امروزی یک دژ باستانی از ایرانیان در خوارزم است که امروزه جزو منطقه قره‌قالپاقستان در ازبکستان امروزی به‌شمار می‌آید. این دژ که نام باستانی آن معلوم نیست در سده ۴/۳ قبل از میلاد ساخته و در قرن دوم پس از میلاد ویران شد. آقچه‌خان‌قلعه بخشی از «واحه پنجاه قلعه» در ازبکستان امروزی است. رها شدن آقچه‌خان‌قلعه از سوی ساکنان ظاهراً با تأسیس پایتخت جدید توپراق‌قلعه در ۱۴ کیلومتری شمال شرق آن مرتبط بوده‌است.

آقچه‌خان‌قلعه مورد کاوش‌های متعددی بوده‌است که هنوز ادامه دارد. یک مجموعه تشریفاتی با تالار ستون‌دار کشف شد.

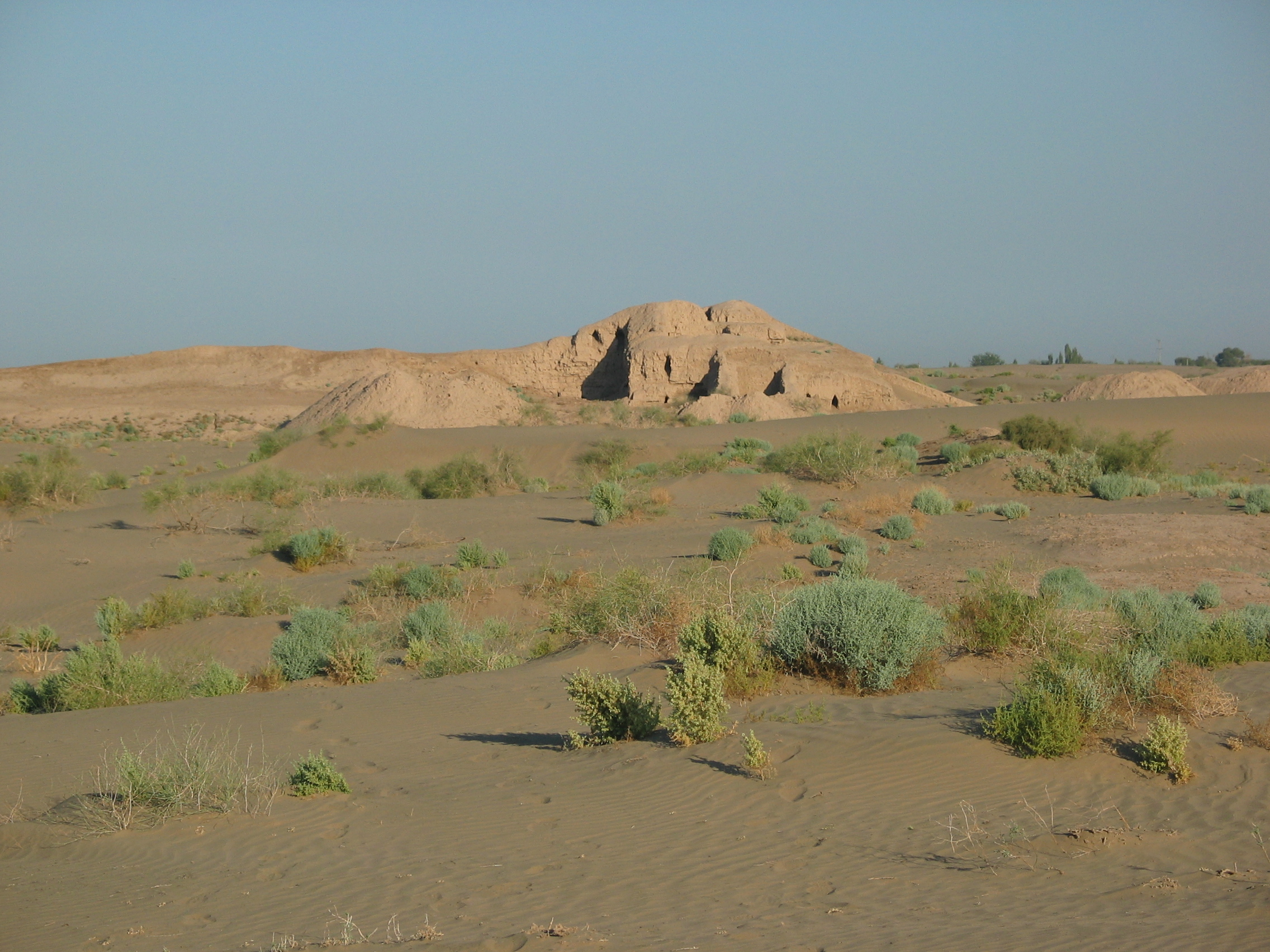
گوشه محوطه فوقانی آقچه‌خان‌قلعه
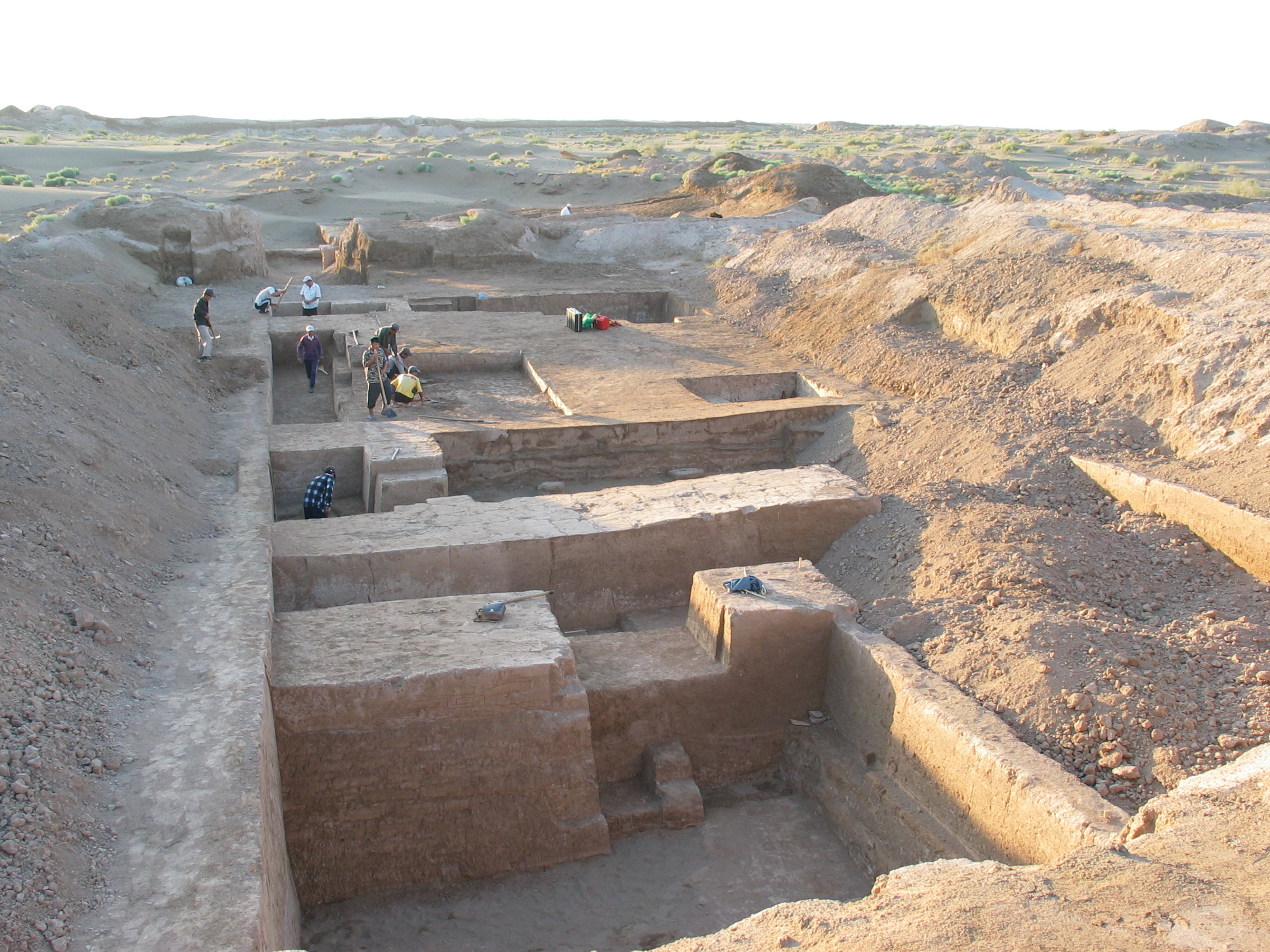
قزاقلی یاتکان
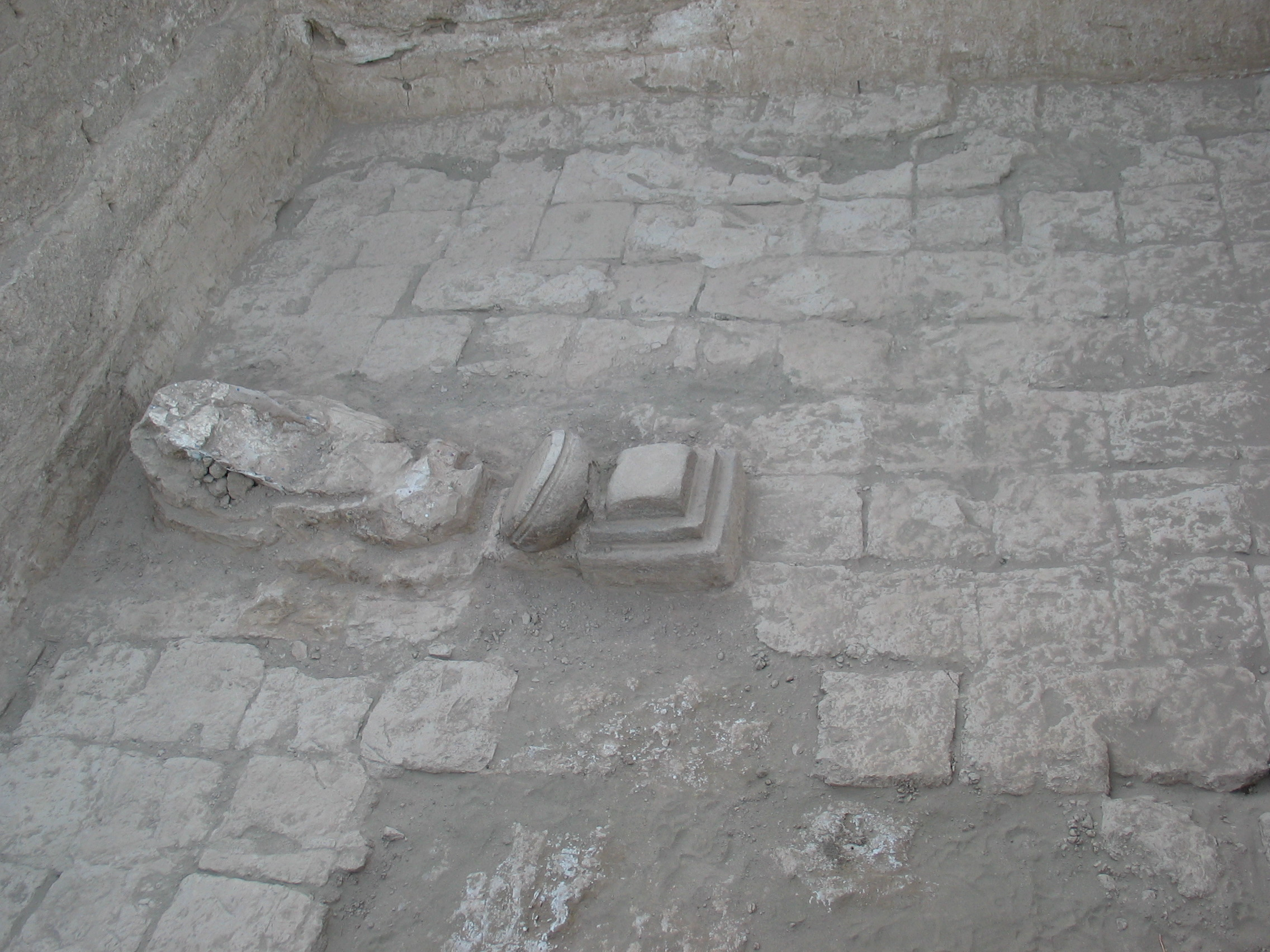
پایه ستون در آقچه‌خان‌قلعه
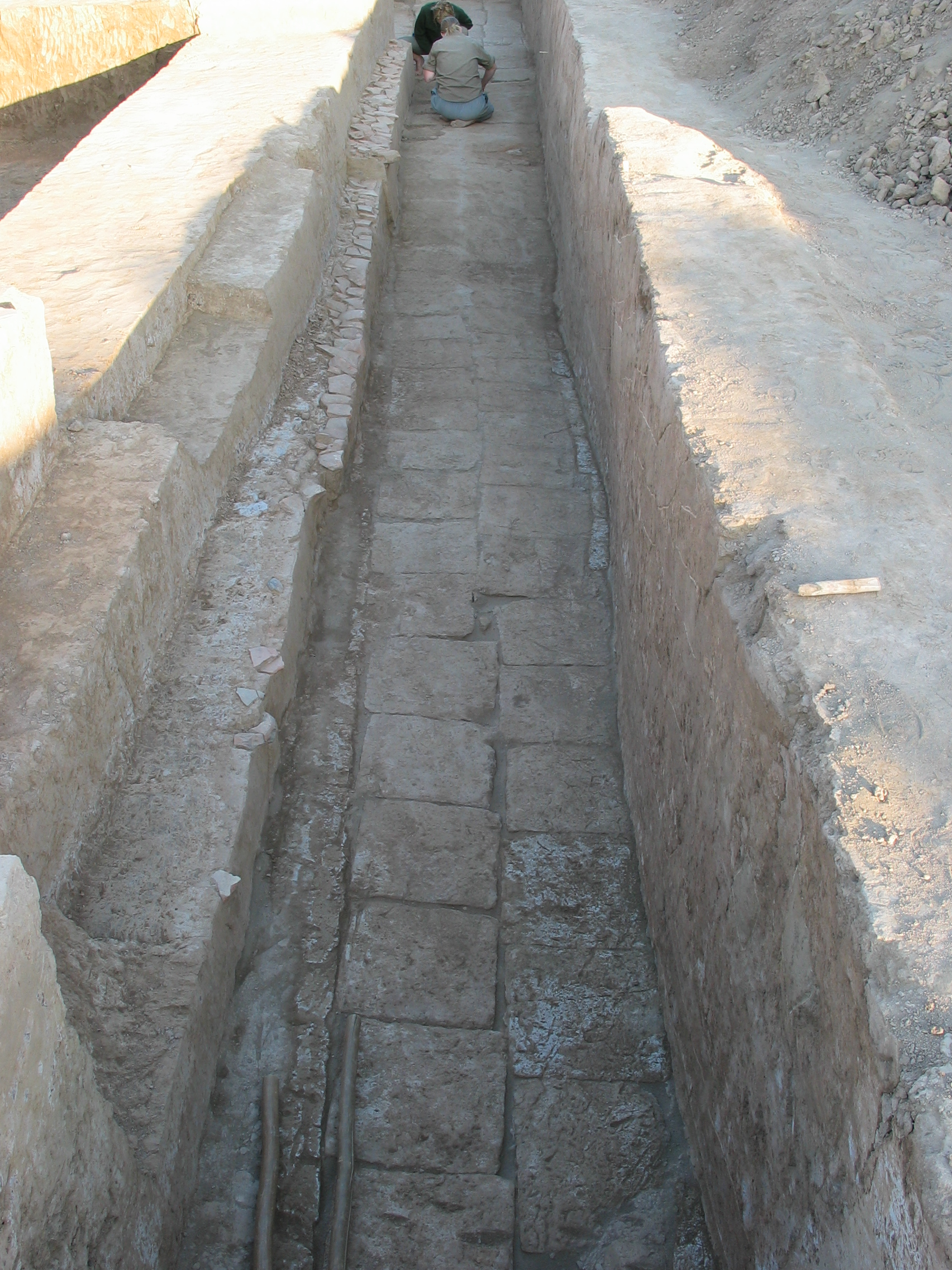
کف آجر گلی در آقچه‌خان‌قلعه

## نقاشی‌ها
تزیینات زیادی در این دژ پیدا شده‌است که متعلق به دوره قرن اول قبل از میلاد تا قرن دوم پس از میلاد است: شمار زیادی نقاشی دیواری، مجسمه‌های نپخته از گل رس شامل قطعاتی از کتوس به سبک هلنیستی، و یک آتشکده زرتشتی با نقاشی‌های عظیم ایزدان اوستایی نیز یافت شده‌است. تأثیرات هنری اشکانیان نیز در این محل دیده می‌شود.

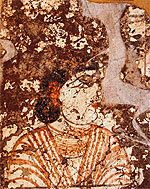
نقاشی دیواری در آقچه‌خان‌قلعه
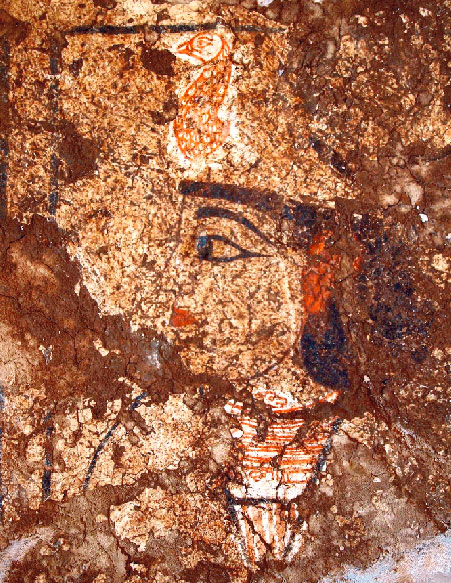
نقاشی دیواری در آقچه‌خان‌قلعه
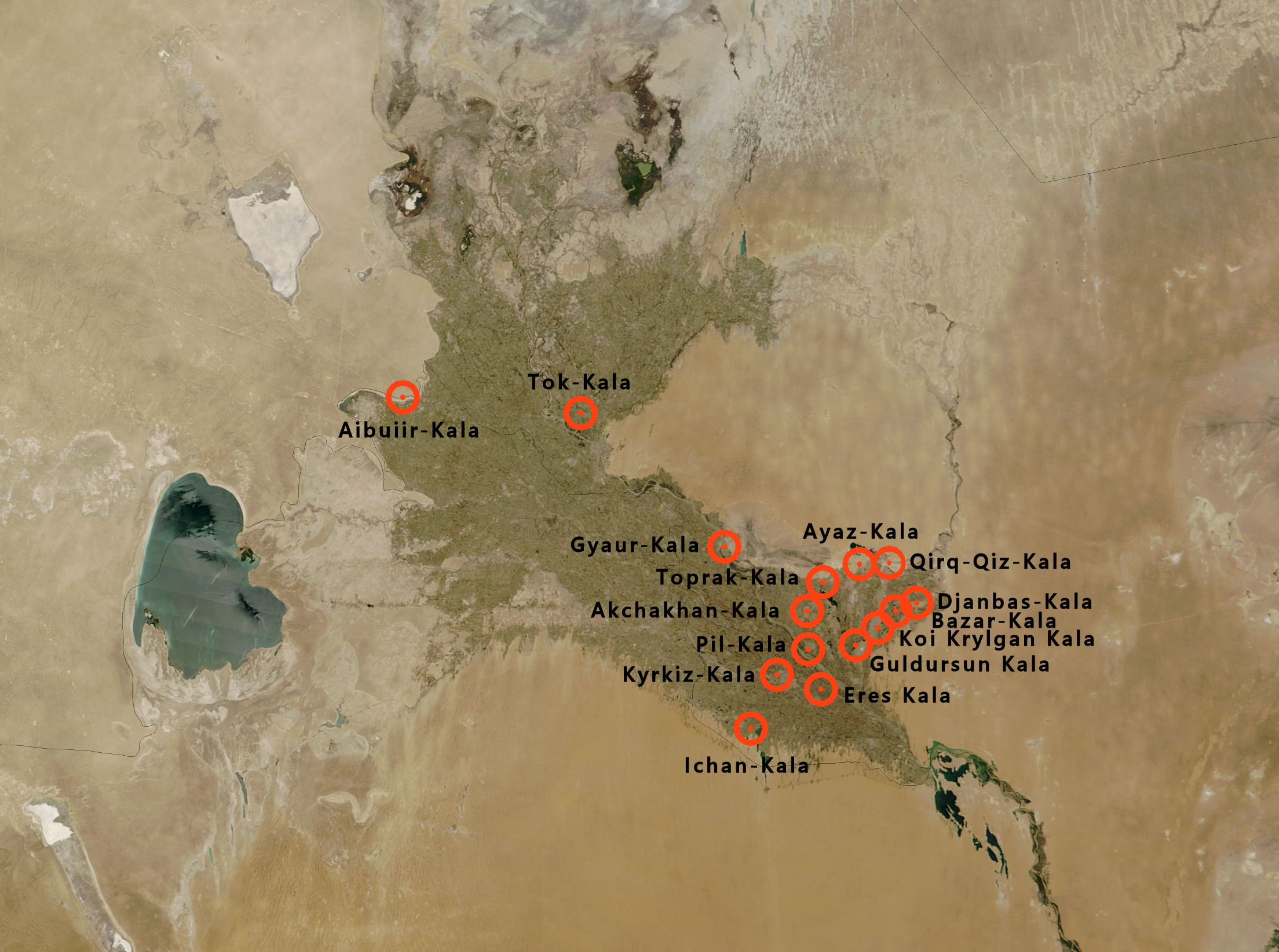
موقعیت آقچه‌خان‌قلعه در واحه خوارزم نسبت به سایر دژهای اصلی